# Delphacodes culta
Delphacodes culta är en insektsart som först beskrevs av Van Duzee 1907.  Delphacodes culta ingår i släktet Delphacodes och familjen sporrstritar. Inga underarter finns listade i Catalogue of Life.